# Kwekwe
Kwekwe o Kwe Kwe (antes que ambos kwā'kwā) es una ciudad situada en el centro de Zimbabue. Está ubicada en el centro del país (provincia de Midlands) aproximadamente equidistante de Harare y Bulawayo. Su población ascendía a 47.607 habitantes en 1982, 75.425 en 1992, 93.072 en 2002 y 103.210 según la estimación del 2007. Es el centro para la producción de acero y fertilizantes en el país. 
Los vecinos de Kwekwe están orgullosos de poseer la Zimbabwe Iron and Steel Company (ZISCO), la acería más grande del país. También se jactan de disponer de la Zimbabwe Iron and Smelting Company, el mayor productor de ferrocromo, y de una de las mayores plantas de procesamiento de poder la ZESA-Munyati.

## Historia
Kwekwe fue fundada a finales del siglo XIX como una ciudad minera a partir del descubrimiento de oro y acoge el Museo Nacional de la Mina de Zimbabue. La ciudad sigue siendo uno de los principales centros industriales del país. Kwekwe lleva el nombre del río Kwekwe nombre que le fue dado al río por el croar de las ranas que poseía. 

## Clima y contaminación
El clima es cálido y húmedo a partir de mediados de noviembre hasta mediados de marzo y seco y frío desde mayo a mediados de agosto el clima es además seco y cálido desde agosto a mediados de noviembre. 
La contaminación de Kwekwe está basada en una empresa siderúrgica que produce anualmente grandes cantidades de vertidos de hierro, sulfatos, petróleo y alquitrán en el río Kwekwe, haciendo que el agua no sea apta para el riego o consumo humano. Los efectos de la contaminación se sienten distantes entre sí. Sin embargo, la ciudad es considerada la mejor del país ya que dispone de papeleras y contenedores domésticos por doquier.

## Deportes
El deporte rey en Kwekwe como en resto de Zimbabue es el fútbol y el principal equipo de la ciudad es el Lancashire Steel F. C.  que disputa sus partidos como local en el Baghdad Stadium con capacidad para 5.000 espectadores y juega en la Liga Premier de Zimbabue.